# Port lotniczy Mayumba
Port lotniczy Mayumba (ICAO: FOOY, IATA: MYB) – krajowy port lotniczy położony w Mayumba, w Gabonie.